# Tonalixco, Tepetzintla
Tonalixco är en ort i Mexiko.   Den ligger i kommunen Tepetzintla och delstaten Puebla, i den sydöstra delen av landet, 150 km öster om huvudstaden Mexico City. Tonalixco ligger 1 654 meter över havet och antalet invånare är 1 293.
Terrängen runt Tonalixco är kuperad norrut, men söderut är den bergig. Runt Tonalixco är det ganska tätbefolkat, med 199 invånare per kvadratkilometer. Närmaste större samhälle är Zacatlán, 13,7 km väster om Tonalixco. I omgivningarna runt Tonalixco växer i huvudsak städsegrön lövskog.